# ريان والاس (لاعب كرة قدم أمريكية)
ريان والاس (بالإنجليزية: Rian Wallace)‏ هو لاعب كرة قدم أمريكية أمريكي، ولد في 24 مايو 1982 في Pottstown, Pennsylvania ‏ في الولايات المتحدة.

## وصلات خارجية
- ريان والاس على موقع مرجع كرة القدم المحترفة.كوم (الإنجليزية)
- ريان والاس على موقع JustSportsStats.com (الإنجليزية)